# Frederiek Nolf
Frederiek Nolf (10. února 1987 v Kortrijku – 5. února 2009 v Dauhá) byl belgický cyklista.
V letech 2008–2009 byl členem týmu Topsport Vlaanderen.